# Huangxing Lu
Huangxing Lu (chiń. 黄兴路站) – stacja początkowa metra w Szanghaju, na linii 8. Zlokalizowana jest pomiędzy stacjami Yanji Zhonglu i Jiangpu Lu. Została otwarta 29 grudnia 2007.